# John Ellis Jelbart
John Ellis Jelbart föddes 1926 i Ballarat, Victoria i Australien och omkom vid olycka på Maudheim 24 februari 1951.
År 1947 avlade Jelbart grundexamen i fysik vid Queen´s College vid Mellbourns universitet. Från december 1947 till februari 1949 deltog han som specialist på kosmisk strålning i den första australiensiska gruppen på Heard Island. Arbetet skedde med ett instrument, som han själv hade varit med om att konstruera 1947. Efter återkomsten till Australien tog han sin masterexamen varefter han började som lärling på en fårfarm i Queensland. Därifrån knöts han åter till Australiens antarktiska vetenskapliga tjänst för att delta i Maudheimexpeditionen som assisterande fysiker och glaciolog. Den 24 februari 1951 omkom Jelbart tillsammans med Leslie Quar och Bertil Ekström medan Stig Hallgren överlevde, då deras snövessla i tät dimma kom över shelfiskanten och störtade ner i havet. 
Postumt fick Jelbart Maudheimmedaljen och Jelbarts shelfis utanför Giævers bergskam på Dronning Maud Lands kust har fått namn efter honom.